# Intercommunale de développement économique des arrondissements de Tournai, d'Ath et de communes avoisinantes
L'Intercommunale de développement économique des arrondissements de Tournai, d'Ath et de communes avoisinantes ou IDETA, est une agence intercommunale de développement, située en Belgique, Région wallonne, Province de Hainaut, active sur les arrondissements de Tournai, d'Ath et des communes de Lessines, Silly et Enghien. Elle fut créée en juillet 1990.

## Description
Elle rassemble des actionnaires publics : les 24 communes affiliées et la Province de Hainaut. Les entreprises locales, les partenaires sociaux et des institutions financières publiques et privées sont également représentées dans ses organes décisionnels.
Composée d'une soixantaine de techniciens (moyenne d'âge : 35 ans), l'équipe s'organise en quatre directions :
- Direction générale
- Direction des moyens généraux
- Direction de l'Équipement et des Infrastructures
- Direction de la valorisation du territoire

Outre ses missions historiques, IDETA a vu le champ de ses interventions s'élargir considérablement en Hainaut occidental, mais toujours en lien avec le développement du territoire.
Schématiquement, ses métiers se regroupent selon ces 7 catégories,  : 
- Équipements économiques (zones d'activité, bâtiments-relais, centres d'innovation et d'entreprises
- Accompagnement économique (suivi, guidance des PME dans de multiples matières : transfrontalier, management durable, stratégie…)
- Aménagement et urbanisme (assistance des communes dans les projets de revitalisation urbaine, de développement rural…)
- Tourisme (ingénierie et marketing touristique et territorial)
- Énergie verte (déploiement de projets de production d'énergie verte, éolienne ou autre, et alimentation des infrastructures en énergie renouvelable)
- Mobilité (stratégie et plan d'actions à l'échelle de la Wallonie picarde, suivi de plans de mobilité, développement de la mobilité douce et de la randonnée…)
- Projets d'intérêt général (création et gestion d'un crématorium intercommunal, développement d'un réseau de crèches dans les zones d'activité…)